# Ajigasawa
Ajigasawa (japanska: 鰺ヶ沢町?, Ajigasawa-machi) är en landskommun (köping) i Aomori prefektur i Japan.  